# Ophiostriatus sexradiatus
Ophiostriatus sexradiatus är en ormstjärneart som beskrevs av Irimura 1993. Ophiostriatus sexradiatus ingår i släktet Ophiostriatus och familjen fransormstjärnor. Inga underarter finns listade i Catalogue of Life.